# Jan Kobián
Jan Kobián (* 28. října 1970 Praha) je bývalý český bobista. Ve dvojbobu jezdil s Pavlem Puškárem, později s Milošem Veselým.
Startoval na ZOH 1994, 1998, 2002, 2006 a 2010, jeho nejlepším umístěním bylo 8. místo dvojbobu v Naganu 1998. Ve čtyřbobech dosáhl nejlépe 10. příčky v Lillehammeru 1994.